# Lago Norte
Lago Norte è una regione amministrativa del Distretto Federale brasiliano.